# Barbara Capponi
Barbara Capponi (Fermo, 13 gennaio 1968) è una giornalista e conduttrice televisiva italiana.

## Biografia
Cresciuta a Pedaso, nel 1985 partecipa al concorso di bellezza Miss Italia vincendo il titolo di Miss Marche. Laureata in giurisprudenza presso l'Università degli Studi di Macerata, non ha mai esercitato la professione di avvocato pur avendo superato l'esame di stato. Dopo le prime esperienze giornalistiche su Il Messaggero e Corriere Adriatico e televisive su emittenti locali, inizia a collaborare con Raiuno nel 1997, conducendo per alcuni mesi una rubrica del TG1. In seguito, dopo essere stata redattrice nella trasmissione Donne al bivio entra nello staff di Unomattina come collaboratrice ai testi e inviata. Dal 2000 è una delle inviate di La vita in diretta.
Nel 2004 approda nella redazione delle news del mattino del TG1, dove dal 2008 è nella redazione del
TG1 economia. Dal 2010 al 2016 ha condotto le edizioni mattutine del TG1, e dal 2016 al 2023 quella delle 16.30. Nel 2019 e nel 2020 conduce sporadicamente l'edizione del TG1 delle 13:30 in sostituzione di alcuni suoi colleghi e dal 2023 diventa stabilmente conduttrice dell’edizione. 
Nel 2011 Barbara partecipa, in coppia con il ballerino Samuel Peron, a Ballando con le stelle come concorrente.
Nel 2013 debutta come conduttrice in Estate in diretta (in onda dal 3 giugno al 6 settembre su Rai 1) al fianco di Marco Liorni.    
Nell'estate del 2018 è alla guida della Notte della Taranta su Rai 5.    
Nell'estate 2020 conduce insieme ad Alessandro Baracchini Unomattina Estate, e viene riconfermata alla conduzione del programma anche per l’estate 2021, stavolta affiancata da Giammarco Sicuro.    
Ha inoltre più volte sostituito i colleghi del TG1 impegnati nella conduzione di Unomattina, in particolare Valentina Bisti (dal 13 al 20 dicembre 2019) e Marco Frittella (dal 10 al 12 marzo 2021).     
Nel 2020 per il suo impegno nel sociale, su proposta di African Fashion Gate ApS, riceve il Premio la Moda Veste la Pace il riconoscimento la cui cerimonia si celebra presso il Parlamento Europeo di Bruxelles con il suo alto patronato.

## Televisione
- Miss Italia (Canale 5, 1985) concorrente
- TG1 (Rai 1, dal 2010)
- Ballando con le stelle (Rai 1, 2011) concorrente
- Estate in diretta (Rai 1, 2013)
- Notte della Taranta (Rai 5, 2018)
- Senato & Cultura (Rai 5, 2019)
- Unomattina (Rai 1, 2019, 2021)[5]
- Unomattina Estate (Rai 1,  2020-2021)
- #OnePeopleOnePlanet - Earth Day 2021 (RaiPlay, 2021)